# Greta Sophie Schmidt
Greta Sophie Schmidt (* 16. Februar 1999 in Essen) ist eine deutsche Schauspielerin aus Bochum.

## Leben
Greta Sophie Schmidt besuchte zunächst einige Theater-Workshops, bevor sie bei einem größeren Casting entdeckt wurde. Dieses war für den Film Junges Licht von Adolf Winkelmann, bei dem sie dann die weibliche jugendliche Hauptrolle der „Marusha“ spielte. Sie kam dann bei einer Agentur unter Vertrag. 2018 spielte sie die Rolle der Petra Schulz in Fatih Akins Filmdrama Der Goldene Handschuh. Sie spielte auch in einzelnen Episoden von Fernsehserien wie SOKO Köln, Notruf Hafenkante oder Der Lehrer mit.

## Filmografie (Auswahl)
- 2015: Junges Licht (Kinofilm), Regie Adolf Winkelmann
- 2017: Bettys Diagnose (Fernsehserie, 1 Folge)
- 2018: SOKO Köln (Fernsehserie, 1 Folge)
- 2018: Der goldene Handschuh (Kinofilm), Regie: Fatih Akin
- 2019: Notruf Hafenkante (Fernsehserie, Folge: Unter Druck) Regie: Gudrun Scheerer
- 2020: Der Lehrer (Fernsehserie, Folge Isa, Leon und John) Regie Nico Zingelmann
- 2020: Sankt Maik (Fernsehserie, 1 Folge) Regie: Wolfgang Eißler
- 2022: Rheingold (Kinofilm), Regie: Fatih Akin